# Miracle (EP)
Miracle (EP) — дебютный мини-альбом супергруппы Harvard Of The South, состоящей из участников Blue October и «Longwave» , вышедший в цифровом формате и на CD в 2015 году.

## Об альбоме
Miracle (EP) был записан в 2014-2015 году.
В период 2011-2013 годов Джереми Фёрстенфелд и Стив Шильц сочинили 11 песен и записали их дома у Джереми. Когда музыка была завершена, Стив вместе с Джастином Фёрстенфелдом написали тексты. Также в группу позвали Мэтта Новески и вместе они записали мини-альбом в начале 2014 года.
Альбом продавался во время концертных выступлений, которые были совмещены с концертами Blue October.

## Список композиций
| №  | Название         | Длительность |
| -- | ---------------- | ------------ |
| 1. | «All Our Ashes»  | 4:53         |
| 2. | «Miracle»        | 3:19         |
| 3. | «Descent»        | 3:44         |
| 4. | «Clockers»       | 4:00         |
| 5. | «Heart of Stone» | 7:46         |